# 福清龙田机场
福清龙田机场是位于中華人民共和國福建省福州市福清市的一座军用机场。隶属于中国人民解放军东部战区空军。
1955年，一江山岛战役结束后，中共中央军委为夺取福建、粤东地区的制空權，掌握与中华民国在台灣海峽进行军事斗争的主动权。中央军委决定加紧修建多项国防工程，即鹰厦铁路和福州、龙田、汕头等沿海一线机场。中华民国方面对这一系列国防工程建成后形成的军事威胁，曾试图以轰炸摧毁。中華民國空軍司令王叔銘表示“要及早摧毁共军修建的空军基地”:54。机场建成后，它与漳州龙溪机场、惠安机场是中国大陆离台湾最近的三个空军机场。龙田机场距台湾170公里。距离臺北亦最近，仅217公里。
2020年时，东部战区空军对龙田、龙溪、惠安机场进行扩建。机场跑道两端进行扩张，并设新建停机坪、弹药掩体。机场可能也在同时兴建行政大楼与军营，以备扩充驻军。2022年7月下旬，美国军事媒体《战区》报道，龙田机场重大扩建工程似乎已经完成。而侧卫型战机和歼-6无人机的存在，表明机场已恢复正常或接近正常的运作状态。前中華民國空軍副總司令張延廷接受《美国之音》采访时表示，龙田机场部署歼-6无人机，是为在中华人民共和国与中华民国发生战争初期“就先利用无人机进行对台‘战略消耗’，消耗台湾防空飞弹的库存，或是暴露台湾重要的军事设施位置，或者可用无人机实施自杀式攻击，摧毁台湾的雷达、机场、港口等重要设施，对解放军而言是‘废物利用’。”